# Обикновена китайска шапчица
Обикновените китайски шапчици (Patella vulgata) са вид коремоноги от семейство Patellidae.
Таксонът е описан за пръв път от Карл Линей през 1758 година.

## Подвидове
- Patella vulgata conica
- Patella vulgata picta
- Patella vulgata secernenda
- Patella vulgata vulgata